# Belgian Pipeline Organisation
Belgian Pipeline Organisation of BPO is een onderdeel van de Belgisch Defensie dat zich bezighoudt met het beheer en het onderhoud van het netwerk van de NAVO-pijpleidingen en opslagtanks in België en Luxemburg. Deze pijpleidingen maken deel uit van het Central Europe Pipeline System (CEPS), een militair netwerk voor vervoer en opslag van brandstoffen in bulk.
De capaciteit die niet gebruikt wordt voor militair gebruik wordt aan derden ter beschikking gesteld. Een voorbeeld hiervan is dat de bevoorrading van vliegtuigbrandstof voor Brussels Airport al sinds 1992 door dit systeem gebeurt. De nationale luchthaven van Luxemburg wordt eveneens door dit systeem bevoorraad. 
Het CEPS telt zo’n 5.300 kilometer aan pijpleidingen, 29 depots en 80 hogedrukpompstations verspreid over vijf landen En strekt zich uit van aan de Atlantische Oceaan tot aan de Middellandse Zee. Dit netwerk kan beschouwd worden als een erfgenaam van Operatie Pluto, waarbij een pijpleiding werd aangelegd na de landing in Normandië voor de bevoorrading van de geallieerden tijdens Wereldoorlog II. 
BPO beheert hiervan ongeveer zo’n 800 kilometer pijpleidingen op het Belgisch en Luxemburgs grondgebied. Het hoofdkwartier van BPO is gelegen in het Kwartier Tarweschoof in Leuven. Naast het hoofdkwartier in Leuven omvat BPO nog een tiental opslagplaatsen en 16 hogedrukpompstations verspreid over het Belgische grondgebied. Deze installaties liggen vaak afzonderlijk maar ook soms binnen bestaande militaire domeinen met een eigen ingang en personeel.

## Geschiedenis
Tijdens de Koude Oorlog werd in Frankrijk, Nederland, Duitsland, België en Luxemburg een netwerk van pijpleidingen uitgebouwd ter ondersteuning van de troepen in het kader van het NAVO-bondgenootschap. Tussen 1954 en 1956 werd het militair pijplijnnetwerk in België uitgebouwd. In de loop der jaren werd dit netwerk verder uitgebouwd. Vanaf 1957 werd dit netwerk beheerd door de Vierde Belgische NATO-Pijpleidingen Divisie (4BE PL Div). Na de val van de Berlijnse muur werd beslist om het netwerk verder af te bouwen en zich meer te richten op civiele klanten zoals de luchthavens en grote raffinaderijen. In 2006 fusioneerde de Vierde Belgische NATO-Pijpleidingen Divisie met het Nationaal Agentschap Pijpleidingen (ANPL-NAPL) om zo de Belgian Pipeline Organisation te vormen en zijn intrek in Kwartier Tarweshoof in Leuven te nemen.
Op 11 december 1984 pleegde de Cellules Communistes Combattantes een aanslag waarbij op vijf plaatsen de pijpleiding werd opgeblazen. Hierdoor was de bevoorrading voor 72 uur onderbroken.
Verschillende keren had BPO te maken met brandstofdiefstallen. Zo was er in 2015 een kerosinelek aan een pijpleiding dat mogelijk het gevolg was van een brandstofdiefstal. In 2020 raakte bekend dat er een bende gevat werd die twee jaar lang kerosine aftapte met tankwagens van de ondergrondse Navo-pijpleiding.